# Órbita tundra

Animación de órbitas tundra con una inclinación de 63,4° en un marco fijo en la Tierra.
Excentricidad: 0,2
Excentricidad: 0,3
Tierra

Una órbita tundra (en ruso: орбита «Тундра») es una órbita geosíncrona altamente elíptica con una alta inclinación (aproximadamente 75,4°), un período orbital de un día sideral y una excentricidad típica entre 0,2 y 0,3. Un satélite colocado en esta órbita pasa la mayor parte de su tiempo sobre un área elegida de la Tierra, un fenómeno conocido como apogeo, que los hace particularmente adecuados para los satélites de comunicaciones que prestan servicios en regiones de latitudes altas. La trayectoria terrestre de un satélite en una órbita tundra es una figura cerrada en forma de 8 con un bucle más pequeño sobre el hemisferio norte o sur. Esto las diferencia de las órbitas de Molniya diseñadas para dar servicio a regiones de latitudes altas, que tienen la misma inclinación pero la mitad del período y no merodean sobre una sola región.

## Usos
Las órbitas tundra y Mólniya se utilizan para proporcionar a los usuarios de altas latitudes ángulos de elevación más altos que una órbita geoestacionaria. Esto es deseable ya que la transmisión a estas latitudes desde una órbita geoestacionaria (sobre el ecuador de la Tierra) requiere una potencia considerable debido a los bajos ángulos de elevación y a la distancia adicional y la atenuación atmosférica que conlleva. Los sitios ubicados por encima de los 81° de latitud no pueden ver satélites geocéntricos en absoluto y, como regla general, los ángulos de elevación de menos de 10° pueden causar problemas, dependiendo de la frecuencia de las comunicaciones. : 499 
Las órbitas altamente elípticas ofrecen una alternativa a las geoestacionarias, ya que permanecen sobre las regiones deseadas de alta latitud durante largos períodos de tiempo en el apogeo. Sin embargo, su conveniencia se ve mitigada por el costo: se necesitan dos satélites para proporcionar cobertura continua desde una órbita tundra (tres desde una órbita de Mólniya).
Una estación terrestre que recibe datos de una constelación de satélites en una órbita altamente elíptica debe cambiar periódicamente entre satélites y lidiar con diferentes intensidades de señal, latencia y efectos Doppler a medida que el alcance del satélite cambia a lo largo de su órbita. Estos cambios son menos pronunciados para los satélites en órbita tundra, dada su mayor distancia desde la superficie, lo que hace que el seguimiento y la comunicación sean más eficientes. Además, a diferencia de la órbita de Mólniya, un satélite en órbita tundra evita pasar por los cinturones de Van Allen.
A pesar de estas ventajas, la órbita tundra se utiliza con menos frecuencia que la órbita de Mólniya, en parte debido a la mayor energía de lanzamiento requerida.

### Usos propuestos
En 2017, la oficina de Desechos Espaciales de la Agencia Espacial Europea publicó un documento en el que proponía utilizar una órbita similar a la tundra como órbita de eliminación de antiguos satélites geosincrónicos de alta inclinación, a diferencia de las órbitas cementerio tradicionales.

## Propiedades
Una órbita tundra típica tiene las siguientes propiedades:
- Inclinación: 63,4°
- Argumento del perigeo: 270°
- Período: 1436 minutos
- Excentricidad: 0,24–0,4
- Semieje mayor: 42 164 km (26 199,6 mi)

### Inclinación orbital
En general, el achatamiento de la Tierra perturba el argumento del perigeo de un satélite ({\displaystyle \omega }) de modo que cambia gradualmente con el tiempo. Si sólo consideramos el coeficiente de primer orden {\displaystyle J_{2}}, el perigeo cambiará de acuerdo con la ecuación 1, a menos que se corrija constantemente con encendidos de los propulsores de mantenimiento de la posición orbital.
| {\displaystyle {\dot {\omega }}={\frac {3}{4}}nJ_{2}\left({\frac {R_{E}}{a}}\right)^{2}{\frac {4-5\sin ^{2}i}{(1-e^{2})^{2}}},} | \| \| \| \| \| \| \| \| | (1) |
| |                         |     |
| |                         |     |

dónde {\displaystyle i} es la inclinación orbital, {\displaystyle e} es la excentricidad, {\displaystyle n} es el movimiento medio en grados por día, {\displaystyle J_{2}} es el factor perturbador, {\displaystyle R_{E}} es el radio de la Tierra, {\displaystyle a} es el semieje mayor, y {\displaystyle {\dot {\omega }}} está en grados por día.
Para evitar este gasto de combustible, la órbita tundra utiliza una inclinación de 63,4°, para lo cual el factor {\displaystyle (4-5\sin ^{2}i)} es cero, por lo que no hay cambios en la posición del perigeo con el tiempo.  : 143  Esto se llama inclinación crítica, y una órbita diseñada de esta manera se llama órbita congelada.

### Argumento del perigeo
Un argumento de perigeo de 270° sitúa el apogeo en el punto más septentrional de la órbita. Un argumento de perigeo de 90° también serviría para las altas latitudes meridionales. Un argumento de perigeo de 0° o 180° haría que el satélite permaneciera sobre el ecuador, pero esto no tendría mucho sentido ya que podría lograrse mejor con una órbita geoestacionaria convencional.

### Período
El período de un día sidéreo garantiza que los satélites sigan la misma trayectoria terrestre a lo largo del tiempo. Esto está controlado por el semieje mayor de la órbita.

### Excentricidad
La excentricidad se elige según el tiempo de permanencia requerido y cambia la forma de la trayectoria terrestre. Una órbita tundra generalmente tiene una excentricidad de aproximadamente 0,2; una órbita con una excentricidad de aproximadamente 0,4, que cambia la trayectoria terrestre de una forma de 8 a una forma de lágrima, se llama órbita supertundra.

### Semieje mayor
La altura exacta de un satélite en una órbita tundra varía entre misiones, pero una órbita típica tendrá un perigeo de aproximadamente 25 kilómetros (15,5 mi) y un apogeo de 39 700 kilómetros (24 668,5 mi), para un semieje mayor de 46 kilómetros (28,6 mi).

## Naves espaciales con órbita tundra

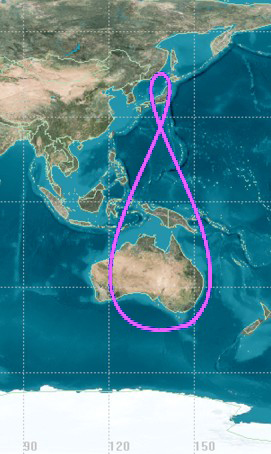
La trayectoria terrestre de la órbita QZSS, que tiene características similares a una órbita tundra, pero una inclinación más baja

De 2000 a 2016, Sirius Satellite Radio operó una constelación de tres satélites en órbitas tundra para radio satelital. La longitud del nodo ascendente y la anomalía media de cada satélite estaban compensadas 120° de modo que cuando un satélite se salía de su posición, otro había pasado el perigeo y estaba listo para tomar el control. La constelación se desarrolló para llegar mejor a los consumidores en latitudes más septentrionales, reducir el impacto de los cañones urbanos y requirió sólo 130 repetidores en comparación con los 800 de un sistema geoestacionario. Después de la fusión de Sirius con XM Satellite Radio, se cambió el diseño y la órbita del satélite de reemplazo FM-6 de tundra a geoestacionario. Esto complementó al ya geoestacionario FM-5 (lanzado en 2009), y en 2016 Sirius suspendió la transmisión desde órbitas tundra.   Los satélites Sirius fueron los únicos satélites comerciales que utilizaron una órbita tundra.
El sistema japonés de satélites Quasi-Zenith (QZSS) utiliza una órbita geosincrónica similar a la órbita tundra, pero con una inclinación de sólo 43°. Está compuesto por cuatro satélites que siguen la misma trayectoria terrestre. Fue probado a partir de 2010 y entró en pleno funcionamiento en noviembre de 2018.

### Sistemas propuestos
Se ha considerado el uso de la órbita tundra en el proyecto Arquímedes de la ESA, un sistema de transmisión propuesto en la década de 1990.